# La patria chica
La patria chica es una zarzuela, en un acto con libreto de Serafín y Joaquín Álvarez Quintero, y música del maestro Ruperto Chapí. Se estrenó con gran éxito en el Teatro de la Zarzuela de Madrid el 18 de octubre de 1907.

## Comentario
Es una de las últimas obras más representativas del género chico, que comenzaba a decaer a principios del siglo XX. Se refleja una de las tendencias del género chico, que es la ensalzación patriótica mediante tipos y aires folclóricos, claramente visibles en otras obras como "Gigantes y Cabezudos". 
Los autores del libreto, son el afamado dúo de escritores Serafín y Joaquín Álvarez Quintero, famosos por retratar en sus obras una Andalucía algo tópica, llena de gracia y pintoresquismo. 
La música corre a cargo del maestro Chapí, en donde reflejan algunos de los aires españoles más típicos, creando una partitura interesante en cuanto a los folklorismos llevados a escena, sin olvidar su gran maestría en el campo sinfónico y orquestal, siendo destacable el preludio.

## Argumento
- Acto único[1]

La acción transcurre en París, en la época del estreno (1907)
En un estudio de un pintor, José Luis, termina de ultimar un cuadro en el que se representa a una bellísima mujer española con un mantón. Españita, un viejo modelo andaluz afincado en París, alaba el cuadro y comenta lo contento que se pondrá el mecenas, Míster Blay, un inglés entusiasta de España. Entra Carranque, anunciando la llegada de unos artistas españoles que vienen a hablar con José Luis. Ellos cuentan sus penalidades, al venir de España contratados por un empresario para debutar en un teatro, pero que al final, se han visto abandonados por él empresario y anhelan volver a España.
José Luis, discurre y encuentra una solución, el presentarlos a Míster Blay, el cual con el dinero del cuadro, servirá para pagarles el billete de vuelta. Marcha José Luis a buscar a Míster Blay, dejando solos a Pastora y Mariano, los cuales comentan y rivalizan por ver qué tierra es la más bella, si Andalucía o Aragón. Ignorando Pastora, que Mariano siente un gran amor por ella a pesar de su tozudez.
Entra Míster Blay y los artistas preparan un recibimiento. Éste queda al instante prendado de Pastora con la que desea hablar a solas. José Luis se lleva a todos sus compañeros a otra habitación dejándolos solos. Míster Blay declara su amor a Pastora y ella lo rechaza amablemente. Míster Blay se ofrece en pagarles a todos el billete con la condición de que ella se quede, Pastora acepta tristemente y entran todos dando gracias. Mariano, indignado, riñe con Míster Blay y expone su amor por Pastora.
Míster Blay, impresionado por la sinceridad del aragonés, decide cambiar su oferta y pagar a todos el billete sin excepción. Y él irá con ellos también por el amor de Pastora. La obra concluye con una gran alegría general y dando vítores a España.

## Números musicales
- Acto único
  - Preludio
  - Quinteto y Coplas de Españita: "Yo soy españó"
  - Dúo de Pastora y Mariano: "En Aragón hi nacío"
  - Canción y Baile: "Un dolorcito que tengo"
  - Plegaria de Mariano: "Ampara este retoño"
  - Canción de Pastora: "Te quiero"
  - Fin de la obra: "Al que hable mal de España"

## Adaptación al cine
Una adaptación homónima fue dirigida por Fernando Delgado de Lara en 1943.